# Shericka Jackson
Shericka Jackson, född 16 juli 1994, är en jamaicansk kortdistanslöpare.

## Karriär
Jackson ingick i det jamaicanska lag som tog VM-guld 2015 på 4 × 400 meter. Vid samma mästerskap tog hon även en individuell bronsmedalj på 400 meter.
Vid olympiska sommarspelen 2020 i Tokyo tog Jackson brons på 100 meter. Det blev även trippelt jamaicanskt på prispallen då Elaine Thompson tog guld och Shelly-Ann Fraser-Pryce tog silver. Hon var även en del av Jamaicas lag som tog guld på stafetten 4×100 meter och brons på stafetten 4×400 meter.
I juli 2022 vid VM i Eugene tog Jackson silver på 100 meter då hon sprang i mål på personbästa 10,73 sekunder. I samma mästerskap vann hon guld på 200 meter med nya mästerskapsrekordet 21,45 sekunder. Hon förbättrade sitt personbästa på 100 meter till 10,71 vid Diamond League-tävlingarna i Monaco den 10 augusti 2022.